# Project Kenai
Project Kenai — веб-сервис для хостинга проектов и их совместной разработки, запущенный Sun Microsystems и в настоящее время принадлежащий Oracle. По состоянию на май 2017 года сайт Kenai закрыт.

## Услуги
Услуги Kenai.com включали репозитории систем контроля версий (Mercurial, Subversion, Git), командные wiki, область загрузки для размещения документов, отслеживание проблем (JIRA, Bugzilla), форумы, списки рассылки.
Портал Kenai поддерживал тегирование, расширенный поиск по сайту, который позволял находить людей и типы проектов через облако тегов и другие свойства и поиск по проекту, который позволял разработчикам находить проекты. На каждой странице также была доступна контекстно-зависимая справка.
Подобно социальной сети, Project Kenai призывал участников создать страницу профиля, в которой отображаются персональные теги, и перечислены все проекты, в которых они участвовали. Это упрощало связь и работу с другими разработчиками, которые имели схожие интересы.

## Бекенд
Project Kenai создан с использованием JRuby, GlassFish V2 и MySQL.